# Domneådammen
Domneådammen är en sjö i Habo kommun och Jönköpings kommun i Småland och ingår i Motala ströms huvudavrinningsområde. Sjön har en area på 1,89 kvadratkilometer och ligger 214,1 meter över havet. Sjön avvattnas av vattendraget Domneån.

## Delavrinningsområde
Domneådammen ingår i det delavrinningsområde (641235-139357) som SMHI kallar för Utloppet av Domneådammen. Avrinningsområdets medelhöjd är 228 meter över havet och ytan är 48,42 kvadratkilometer. Det finns inga delavrinningsområden uppströms utan avrinningsområdet är högsta punkten. Domneån som avvattnar avrinningsområdet har biflödesordning 2, vilket innebär att vattnet flödar genom totalt 2 vattendrag innan det når havet efter 219 kilometer. Delavrinningsområdet består mestadels av skog (45 procent) och sankmarker (38 procent). Avrinningsområdet har 1,82 kvadratkilometer vattenytor vilket ger avrinningsområdet en sjöprocent på 3,7 procent.